# Люблянский университет
Люблянский университет (словен. Univerza v Ljubljani) — университет в Любляне, Словения.
Старейший университет страны, в котором обучается свыше 37 тысяч студентов. Один из крупнейших университетов Европы: 23 факультета, 3 художественных академии.
Входит в ассоциацию университетов Европы Утрехтская сеть.

## История
Ещё в XVII веке в Любляне действовали гуманитарная и богословская академии, а в 1810 году, во времена Наполеона, когда Словения входила в состав Иллирийских провинций, здесь был основан первый университет (фр. Écoles centrales), который, однако, вскоре был закрыт.
После Первой мировой войны и образования Королевства Сербов, Хорватов и Словенцев в Любляне была создана Университетская комиссия (23 ноября 1918 года), окончательно сформировавшаяся 5 декабря 1918 года под председательством доктора Д. Маярона; секретарём комиссии был назначен доктор Фран Рамовш.
Уже с марта 1919 года началась работа по формированию подкомиссий отдельных факультетов будущего университета. Решение об открытии университета с юридическим, философским, техническим, теологическим и медицинским факультетами (последний с неполным двухгодичным обучением) было принято парламентом Королевства СХС 16 июля 1919 года в Белграде, а 23 июля закон был подписан регентом Александром. Первая лекция профессора Франа Рамовша о словенском языке была прочитана 3 декабря 1919 года.
В первом академическом году (1919—1920 годы) в университете обучалось 942 студента (28 женщин и 914 мужчин), в 1940—1941-м академическом году студентов было уже 2474. Сегодня в университете работает 3500 профессоров и научных ассистентов, а также 900 технических и административных сотрудников. Годовой бюджет составляет 330,7 млн евро (2018).
До основания университета в Мариборе (1978 год) был единственным университетом Словении.
Ректорат университета находится в историческом дворце в центре Любляны.

## Структура

### Факультеты
| - Биотехнический факультет (Ямникарьева улица, 101) - Экономический факультет (Кардельева площадь, 17) - Архитектурный факультет (Цойсова улица, 12) - Факультет общественных наук (Кардельева площадь, 5) - Электротехнический факультет (Тржашкая улица, 25) - Фармацевтический факультет (Ашкерчева улица, 7) | - Строительно-геодезический факультет (Ямова улица, 2) - Факультет химии и химической технологии (Ашкерчева улица, 5) - Физико-математический факультет (Ядранская улица, 19) - Факультет мореходства и транспорта (Дорога мореходов, Порторож) - Факультет компьютерных наук и информатики (Тржашка улица, 25) - Факультет социальной работы (Топнишка улица, 31) | - Факультет машиностроения (Ашкерчева улица, 6) - Факультет спорта (Гортанова улица, 22) - Факультет менеджмента (Госарьева улица, 2) - Философский факультет (Ашкерчева улица, 2) - Медицинский факультет (Вразов трг) - Естественно-технический факультет (Ашкерчева улица, 12) | - Педагогический факультет (Кардельева площадь, 16) - Юридический факультет (Полянская насыпь, 2) - Теологический факультет (Полянская улица, 4) - Факультет ветеринарии (Гербичева улица, 60) - Лечебный факультет (Лечебная дорога, 5) |

Также при университете действует астрономическая геофизическая обсерватория.

### Академии
- Музыкальная академия[словен.] (Стари трг, 34)
- Академия театра, радио, кино и телевидения[словен.] (Назорьева улица, 3)
- Академия изобразительного искусства[словен.] (Эрьявчева улица, 23)

### Расформированные
| - Факультет сельского хозяйства (1947–1949) - Факультет сельского хозяйства и лесоводства (1949–1956) - Факультет сельского хозяйства, лесоводства и ветеринарии (1956–1961) - Факультет электротехники и компьютерных наук (1989–1996) - Факультет естественных наук и технологий (1960–1994) - Факультет горного дела, металлургии и химических технологий (до 1960) | - Факультет общей медицины (1950–1954) - Факультет социологии, политических наук и журналистики (1970–1991) - Естественно-научный факультет (1957–1960) - Педагогическая академия (словен. Pedagoška akademija, 1975–199?) - Экономико-юридический факультет (1954–1957) | - Факультет естественных наук и математики (1949–1957) - Факультет естественных наук наук, математики и философии (1954–1958) - Стоматологический факультет (1950–1954) - Технический факультет (1919–1950, 1954–1957) - Высшая школа социальной работы (словен. Višja/visoka šola za socialno delo) | - Высшая школа физической культуры (словен. Višja/Visoka šola za telesno kulturo, 1975–?) - Высшая школа работников здравоохранения (словен. Višja šola za zdravstvene delavce (1975–1993) - Высшая школа здравоохранения, 1993–2009) - Высшая школа технической безопасности (словен. Višja/visoka tehniško-varnostna šola) - Высшая школа управления (словен. Višja/visoka upravna šola) |

## Известные выпускники
- Войнович, Горан —  словенский писатель, поэт и журналист, кинорежиссёр, сценарист.
- Жижек, Славой —   словенский культуролог и социальный философ фрейдомарксистского толка.
- Дарья Бавдаж Курет — словенский дипломат.